# Edificio del vendedor Stamenković

El edificio del vendedor Stamenković se encuentra en Београду', en la calle Kralja Petra número 41 y tiene el estatus de monumento cultural. El edificio del vendedor Stamenković fue construido el año 1907 según el proyecto de los arquitectos Андре Стевановића y Николе Несторовића. Este edificio es una combinación de la idea académica y la decoración del Art Nouveau, así que pertenece al grupo de los edificios residenciales construidos en Belgrado antes de la Првог светског рата

## La historia
La posición de la casa en la esquina de las calles Kralja Petra y Uzun Mirkova no fue escogida por casualidad, dado que la calle Kralja Petra era la calle principal de comercio de Belgrado y para todos los vendedores de Belgrado fue un prestigio tener su propia tienda o local de negocios en esta calle. El vendedor Stamenković аsí previo tiendas en la planta baja, viviendas en los pisos, y esta división permaneció hasta hoy. El vendedor S. Stamenković pertenecía a una familia de vendedores de cuero que vinieron a Belgrado de Vranje en la mitad del siglo xix. Tenían mucho éxito en su trabajo, hasta hacían exportaciones a muchos países. Gracias a sus propiedades adquiridas eran dueños de muchas haciendas en Belgrado y fundaron un banco que tenía sucursales en el extranjero. 

## La arquitectura
El edificio del vendedor Stamenković pertenece al grupo de los edificios residenciales construidos en Belgrado antes de la Primera Guerra Mundial, cuyo estilo es una combinación de la concepción academicista y la decoración de Art Nouveau En ese tiempo en Belgrado el estilo de Art Nouveau de Viena y Munich era muy popular; se trata del sistema de la nueva decoración basada principalmente en el diseño floral. Así las cabezas y cornisas hechas del estuco y terracota y los adornos geométricos fueron puestos en la fachada. Este estilo era particularmente popular entre los vendedores, banqueros y empresarios, como también entre los arquitectos que se habían cansado del academicismo, así que este estilo más o menos gana las fachadas de Belgrado y estimula la modernización de su arquitectura. 
Hacia esta época se introdujo en Serbia un nuevo material de construcción, el hormigón armado, con el cual los arquitectos Nikola Nestorović y Andra Stevanović experimentaban incluso antes de las casas con los azulejos verdes..

## Galería

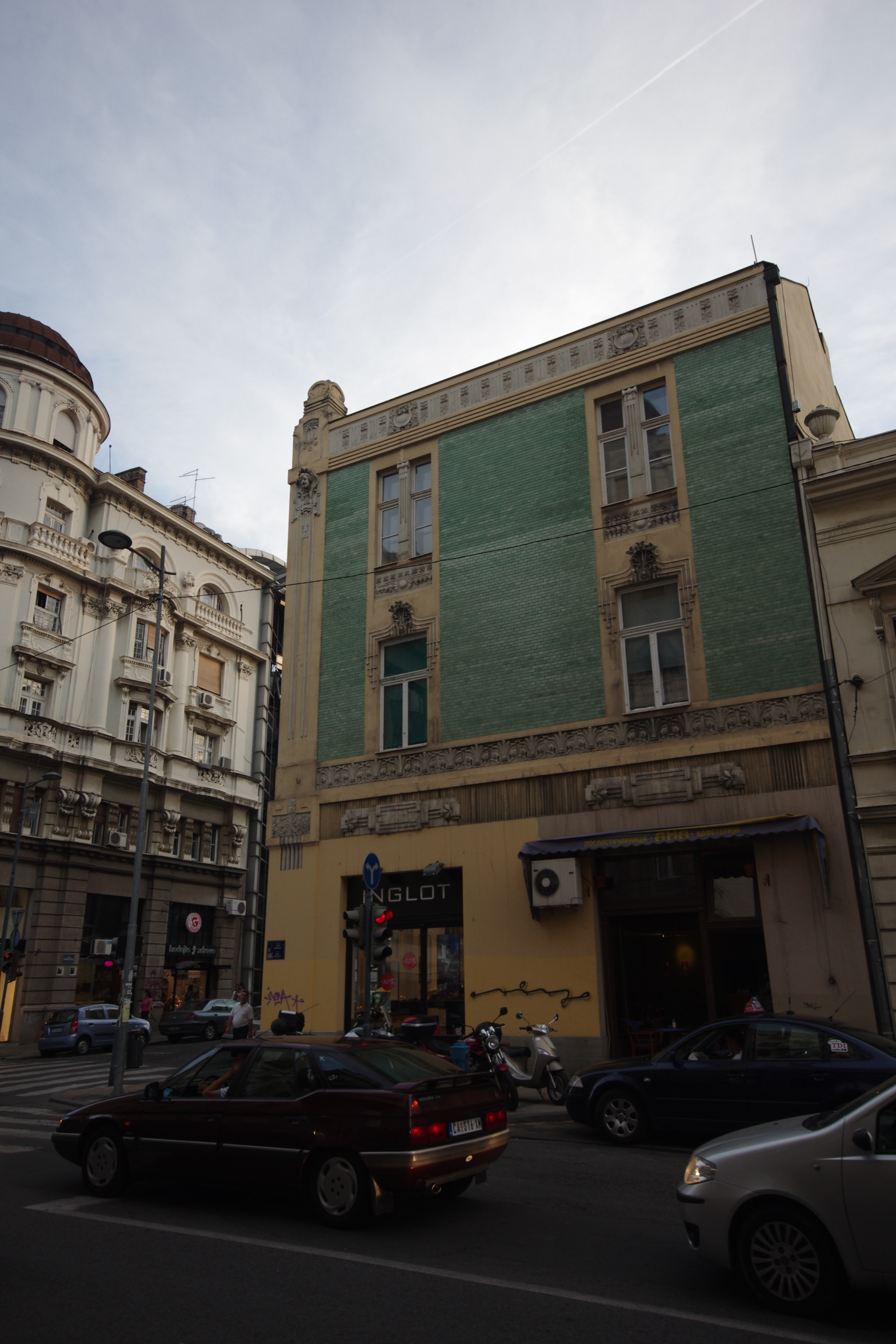
El edificio del vendedor Stamenković
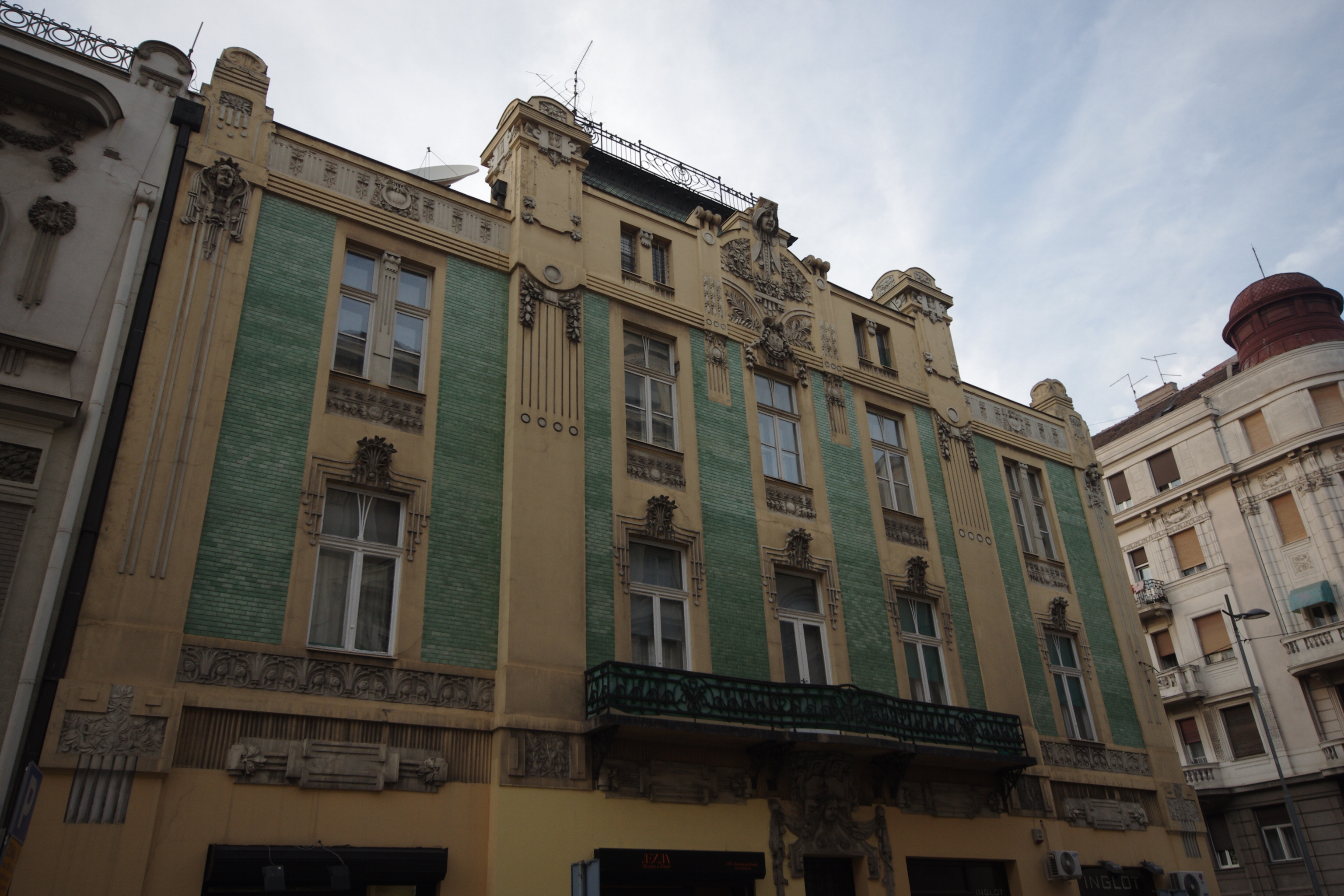
El edificio del vendedor Stamenković